# 녹색당 (체코)
녹색당(체코어: Strana zelených)은 체코의 녹색정치 정당으로, 1990년 설립되었다.

## 같이 보기
- 녹색당
- 녹색정치